# Ак-Булак (Кызыл-Тууский айылный аймак)
Ак-Булак (кирг. Ак-Булак) — село в Сузакском районе Джалал-Абадской области Кыргызстана. Входит в состав Кызыл-Тууского айылного аймака.

## География
Село расположено в юго-восточной части области, на расстоянии приблизительно 31 километра (по прямой) к северо-востоку от села Сузак, административного центра района.

## Население
Согласно оценочным данным Национального статистического комитета Кыргызской Республики, численность населения села на начало 2023 года составляла 358 человек.
| год     | 2009 | 2014 | 2015 | 2020 | 2021 | 2023 |
| ------- | ---- | ---- | ---- | ---- | ---- | ---- |
| человек | 786  | 724  | 781  | 874  | 865  | 358  |